# Phratora purpurea
Phratora purpurea är en skalbaggsart som beskrevs av Brown 1951. Phratora purpurea ingår i släktet Phratora och familjen bladbaggar.

## Underarter
Arten delas in i följande underarter:
- P. p. purpurea
- P. p. novaeterrae